# Schmelz
Schmelz là một đô thị ở huyện Saarlouis, bang Saarland, Đức. Đô thị Schmelz có diện tích 58,64 km². Đô thị này có cự ly khoảng 15 km về phía đông bắc của Saarlouis, và 25 km về phía tây bắc của Saarbrücken.